# Amcotts
Amcotts is een civil parish in het bestuurlijke gebied North Lincolnshire, in het Engelse graafschap Lincolnshire.